# 8083 Mayeda
8083 Mayeda este un asteroid din centura principală de asteroizi.

## Descriere
8083 Mayeda este un asteroid din centura principală de asteroizi. A fost descoperit pe 1 noiembrie 1988 la Geisei de Tsutomu Seki. El prezintă o orbită caracterizată de o semiaxă mare de 2,79 ua, o excentricitate de 0,23 și o înclinație de 9,0° în raport cu ecliptica.